# Élections législatives de 1951 en Nouvelle-Calédonie
Les élections législatives françaises de 1951 se tiennent le 17 juin. Ce sont les deuxièmes élections législatives de la Quatrième République.

## Mode de scrutin
Le mode d'élection choisit pour ce département est le scrutin uninominal à un tour.
Dans le département de la Nouvelle-Calédonie, un seul député est à élire.

## Élus
| Député sortant  | Parti | Parti | Député élu ou réélu | Parti | Parti            |
| --------------- | ----- | ----- | ------------------- | ----- | ---------------- |
| Roger Gervolino |       | UDSR  | Maurice Lenormand   |       | UICALO-AICLF-IOM |

## Résultats

### Résultats à l'échelle du département
|          | UICALO-AICLF | Maurice Lenormand | 5 034  | 36,89  |  |  |
|          | UDSR         | Roger Gervolino * | 4 207  | 30,83  |  |  |
|          | RPF          | Paul Métadier     | 2 249  | 16,48  |  |  |
|          | PCC          | Florindo Paladini | 2 152  | 15,77  |  |  |
|          |              |                   |        |        |  |  |
| Inscrits | Inscrits     | Inscrits          | 19 891 | 100,00 |  |  |
| Votants  | Votants      | Votants           | 13 871 | 69,74  |  |  |
| Exprimés | Exprimés     | Exprimés          | 13 648 | 98,39  |  |  |